# Чарльтон Атлетик
«Ча́рльтон Атле́тик» (полное название — Футбольный клуб «Чарльтон Атлетик»; англ. Charlton Athletic Football Club, английское произношение: ['ʧɑːltən æθ'letɪk 'futbɔ:l klʌb]) — английский профессиональный футбольный клуб из Лондона. Базируется в Чарльтоне (одном из районов Большого Лондона). Основан 9 июня 1905 года.
Победитель Кубка Англии 1947 года, вице-чемпион Англии сезона 1936/37.
Выступает в Чемпионшипе, втором по значимости дивизионе в системе футбольных лиг Англии.
Традиционная домашняя форма клуба — красно-белая.
Клуб выступал на девяти стадионах, в настоящее время играет на стадионе «Вэлли» (27 111 мест).

## История
Клуб основан в 1905 г. группой 15—17-летних подростков. Прозвище клуба — «Эддикс» (от англ. «haddock» — треска), дано потому, что первоначально раздевалка для футболистов находилась в рыбном магазине по соседству с спортивной площадкой клуба. Первые годы клуб провёл играя в молодёжных и любительских лигах.
В начале 1920-х годов «Чарльтон Атлетик» получил профессиональный статус: в сезоне 1920/21 он провёл один сезон в полулюбительской Южной футбольной лиге, по окончании которого в процессе расширения Футбольной Лиги получил место в Третьем южном дивизионе.
Четырежды клуб выходил в премьер-лигу.
Первый и самый успешный период, с 1936 по 1957 годы, связан с именем Джимми Сида. Бывший игрок «Тоттенхэма» и сб. Англии возглавил «Чарльтон Атлетик» в 1933 году. В 1935 и 36 гг. клуб два года подряд повышался в классе, завоевав место в Первом дивизионе. В дебютном для себя сезоне (1936/37) «Чарльтон Атлетик» стал вице-чемпионом — лучшее достижение клуба в Чемпионатах Англии. Год спустя он занял четвёртое место, а ещё через год — третье.
Череду успехов прервала Вторая мировая война и отмена футбольных турниров в Англии. Игроки ведущих клубов десятками уходили в армию, не стал исключением и «Чарльтон». В сезоне 1943/44 «Чарльтон Атлетик» выиграл Военный кубок. В первом послевоенном Кубке Англии 1945/46 клуб дошёл до финала, где уступил «Дерби Каунти» 4:1 в дополнительное время, а уже в следующем году, также в дополнительное время победил «Бернли» 1:0, завоевав свой первый и единственный крупный трофей в истории.
Однако в чемпионатах Англии «Чарльтон» больше не вернулся на уровень своих предвоенных результатов, лишь дважды за всю послевоенную историю поднявшись выше 9 места. В 1956 г. после неудачного старта очередного сезона и 23 лет работы в клубе Джимми Сид ушёл в отставку, и по окончании этого сезона клуб опустился в первый дивизион. Именем Джимми Сида названа южная трибуна стадиона «Вэлли».
В дальнейшем клуб появлялся в высшем эшелоне английского футбола в 1986—1990 годах, в сезоне 1998/99 и в 2000—2007 годах. Лучший результат в эти годы — 7-е место в сезоне Премьер-лиге 2003/04 под руководством Алана Кербишли.

## Состав
| 21 | Флаг Австралии | Вр  | Эшли Мэйнард-Брюэр                      | 1999 |  |  |  |  |  |
| 25 | Флаг Англии    | Вр  | Уилл Мэннион                            | 1998 |  |  |  |  |  |
|    |                |     |                                         |      |  |  |  |  |  |
| 2  | Флаг Англии    | Защ | Кейн Ремси                              | 2000 |  |  |  |  |  |
| 3  | Флаг Англии    | Защ | Макколи Гилсфи                          | 1995 |  |  |  |  |  |
| 4  | Флаг Англии    | Защ | Алекс Митчелл                           | 2001 |  |  |  |  |  |
| 5  | Флаг Англии    | Защ | Ллойд Джонс                             | 1995 |  |  |  |  |  |
| 15 | Флаг Шотландии | Защ | Том Макинтайр (в аренде из «Портсмута») | 1998 |  |  |  |  |  |
| 16 | Флаг Шотландии | Защ | Джош Эдвардс                            | 2000 |  |  |  |  |  |
| 26 | Флаг Англии    | Защ | Тьерри Смолл                            | 2004 |  |  |  |  |  |
| 27 | Флаг Англии    | Защ | Теннаи Уотсон                           | 1997 |  |  |  |  |  |
|    |                |     |                                         |      |  |  |  |  |  |
| 6  | Флаг Ирландии  | ПЗ  | Конор Ковентри                          | 2000 |  |  |  |  |  |

| 8  | Флаг Англии       | ПЗ  | Люк Берри                              | 1992 |  |  |  |  |  |
| 10 | Флаг Шотландии    | ПЗ  | Грег Догерти (капитан)                 | 1996 |  |  |  |  |  |
| 17 | Флаг Ирландии     | ПЗ  | Алекс Гилберт (в аренде из «Мидлсбро») | 2001 |  |  |  |  |  |
|    |                   |     |                                        |      |  |  |  |  |  |
| 7  | Флаг Англии       | Нап | Тайриз Кэмпбелл                        | 2003 |  |  |  |  |  |
| 9  | Флаг Марокко      | Нап | Гассан Ахадме                          | 2000 |  |  |  |  |  |
| 11 | Флаг Англии       | Нап | Майлз Либёрн                           | 2003 |  |  |  |  |  |
| 13 | Флаг Ямайки       | Нап | Кахайм Диксон                          | 2004 |  |  |  |  |  |
| 22 | Флаг Англии       | Нап | Чакс Анеке                             | 1993 |  |  |  |  |  |
| 24 | Флаг Англии       | Нап | Мэтти Годден                           | 1991 |  |  |  |  |  |
| 29 | Флаг Сьерра-Леоне | Нап | Даниэль Кану                           | 2004 |  |  |  |  |  |

## Достижения
- Первый дивизион
  - Вице-чемпион: 1936/37
- Кубок Англии
  - Обладатель: 1946/47
  - Финалист: 1945/46
- Кубок полноправных членов
  - Финалист: 1987
- Военный кубок Футбольной лиги
  - Обладатель: 1943/44 (разделённый)